# Križ na Zlatištu
Križ na Zlatištu je pravoslavni spomen-križ. 
Križ je od betona i metala. Visok je 10 metara i raspona 4 metra. Podignut je na Zlatištu, na padinama Trebevića iznad Sarajeva, uz cestu, gdje su tijekom opsade Sarajeva bili položaji VRS i odakle su djelovali snajperima i topništvom po civilima Sarajeva.  Postavljen je u noći 20. na 21. rujna 2014. godine. Već u nedjelju ujutro čuvala ga je policija Republike Srpske. Križ je postavio Savez logoraša Republike Srpske. Predsjednik saveza je rekao da bi taj križ prebao podsjećati na šest i pol tisuća sarajevskih Srba koji su tijekom rata od 1992. do 1995. godine ubijeni na području Sarajeva te na 126 logora logora za Srbe u kojima je navodno ubijeno pet tisuća ljudi.

Križ je oštećen skidanjem betona 23. rujna 2014. godine. Skupština općine Istočni Stari Grad 28. studenog 2018. zatražila je od Saveza logoraša Republike Srpske da u roku od dva tjedna od primitka općinskog zahtjeva uklone spomen-križ na Zlatištu uz napmenu da ako to ne naprave da će to napraviti općina. U Savezu logoraša Srpske priopćeno odluku su nazvali kukavičlukom i da nisu iznenađeni takvim odlukama, rekavši da su ih donijele strukture koje su od početka opstruirale ideju i inicijativu Saveza da se na Zlatištu izgradi spomen-kompleks kao znak sjećanja na nevine srpske žrtve u Sarajevu. Križ je srušen 5. prosinca 2014. godine.
Križ na Zlatištu bio je novinska tema dvije godine. 2016. godine zemljište na Zlatištu prodano je arapskim investitorima, što je podiglo prašinu u Republici Srpskoj, a pojedini mediji optuživali su neke ljude iz općine Istočni Stari Grad za veleizdaju. Četrdeset dunuma zemljišta prodano je tvrtci arapskih vlasnika, koja je podigla zabavni park u neposrednoj blizini. Neslužbeno se čulo da će na ovom mjestu najvjerojatnije biti podignut stambeni kompleks s luksuznim vilama, uz mogućnost novih zabavnih parkova. Ipak, zemljište je bilo u privatnom vlasništvu Bošnjaka od kojih je zemljište kupila tvrtka iz Banje Luke koja je preprodala Arapima. Dozvolu za gradnju, jer se zemljište nalazi u dvjema općinama, dalo je Ministarstvo prostornog uređenja, građevinarstva i ekologije Republike Srpske.